# Station Krikilan
Krikilan is een spoorwegstation in de Indonesische provincie Oost-Java.

## Bestemmingen
- Jalur KA: Station Kalisat-Station Banyuwangi Baru